# Trifolium radicosum
Trifolium radicosum är en ärtväxtart som beskrevs av Pierre Edmond Boissier och Rudolph Friedrich Hohenacker. Trifolium radicosum ingår i släktet klövrar, och familjen ärtväxter. Inga underarter finns listade i Catalogue of Life.